# منتخب كازاخستان لسباعيات الرغبي للسيدات
منتخب كازاخستان لسباعيات الرغبي للسيدات (بالروسية: Женская сборная Казахстана по регби-7)‏ هو ممثل كازاخستان الرسمي في المنافسات الدولية في سباعيات الرغبي للسيدات.